# 丁登山

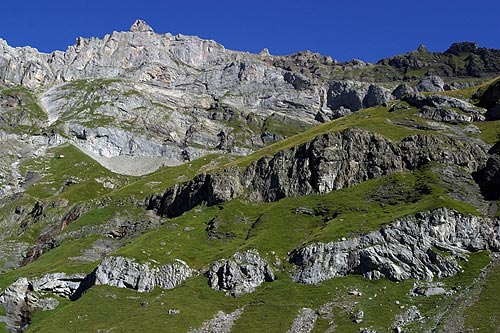
丁登山

丁登山（Dündenhorn），是瑞士的山峰，位於該國中部，由伯恩州負責管轄，屬於伯訥前阿爾卑斯山脈的一部分，海拔高度2,862米，每年平均降雨量1,585毫米。